# 韋勞茨山
韋勞茨山是南極洲的山峰，位於紐西蘭羅斯屬地，處於波爾特冰川口以北，屬於羅森山脈的一部分，海拔高度2,490米，該山峰由南極條約體系管理。
86°46′S 153°0′W / 86.767°S 153.000°W